# Triumph Engineering
|  | Aquest article tracta sobre la històrica Triumph de Meriden. Si cerqueu informació sobre la Triumph actual de Hinckley, vegeu «Triumph Motorcycles Ltd». Per a altres significats, vegeu «Triumph». |

Triumph Engineering Co Ltd fou una empresa anglesa fabricant de motocicletes amb seu a Coventry i més tard a Meriden (West Midlands). Després de la fallida de l'empresa durant la dècada del 1980, una de nova amb seu a Hinckley (Leicestershire) en va obtenir els drets comercials i actualment és un dels principals fabricants de motocicletes del món: Triumph Motorcycles Ltd.

## Orígens

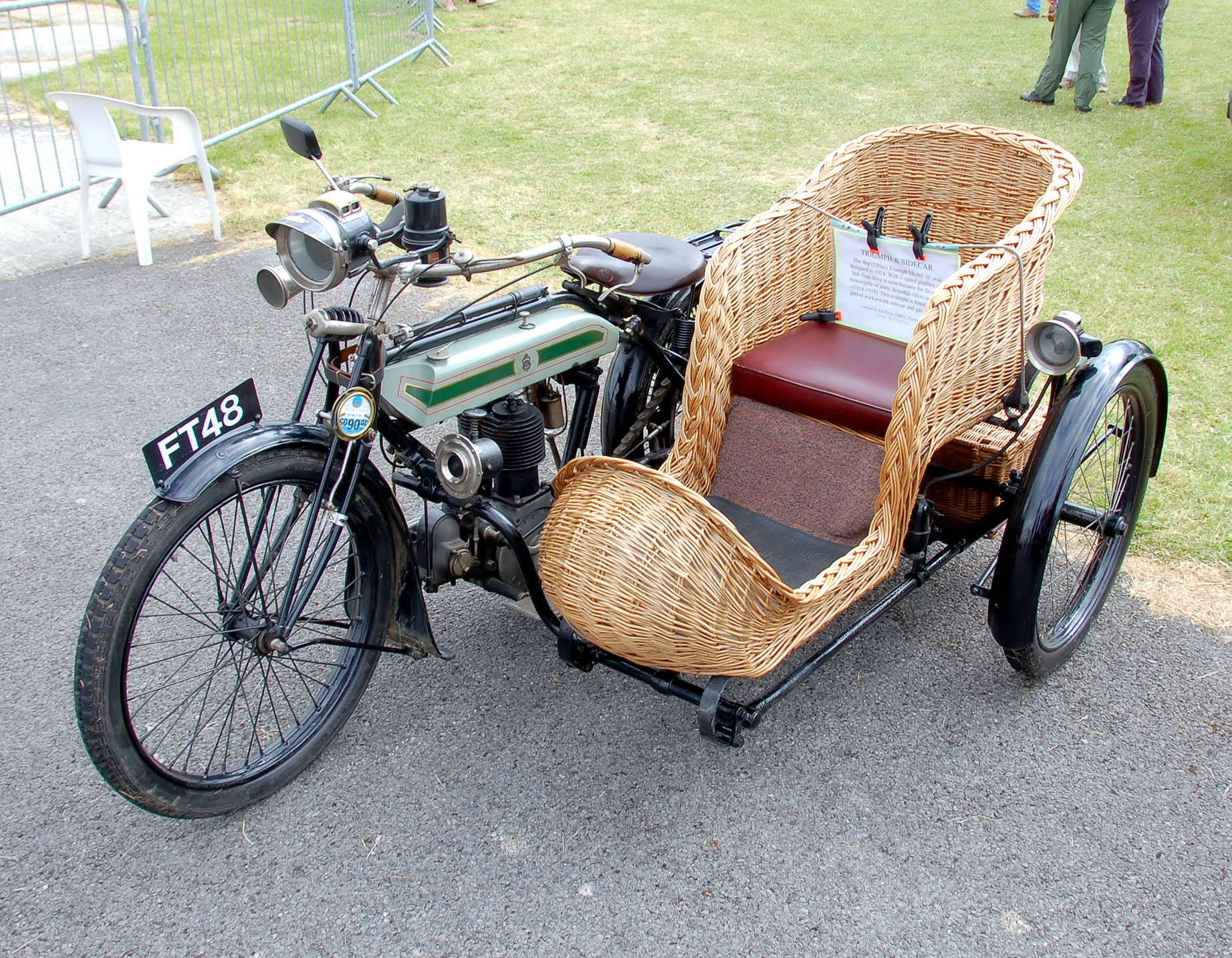
Model H, la "Trusty Triumph" ("Triumph de confiança"). Se'n fabricaren 57.000 entre 1915 i 1923

L'empresa fou fundada per Siegfried Bettmann, un alemany que havia emigrat de Nuremberg (aleshores dins l'Imperi alemany) a Anglaterra i s'havia establert a Coventry el 1883. El 1884, a 20 anys, Bettmann havia fundat la seva pròpia empresa a Londres, la S. Bettmann & Co. Import Export Agency. Especialitzada en bicicletes, l'empresa les comprava i venia després amb la seva pròpia marca. Bettmann també distribuïa màquines de cosir importades d'Alemanya.
El 1886, Bettmann va buscar un nom més específic i l'empresa va passar a denominar-se Triumph Cycle Company. Un any després, la companyia es va registrar com a New Triumph Co. Ltd, ara amb el finançament del fabricant de pneumàtics Dunlop. Durant aquell any, un altre natural de Nuremberg, Moritz Schulte, es va unir a la companyia com a soci.
Schulte va encoratjar Bettmann a transformar Triumph en una empresa fabricant i el 1888 aquest va comprar una seu a Coventry amb diners prestats per la seva família i la de Schulte. L'empresa va començar a produir les primeres bicicletes de marca Triumph el 1889. El 1896, Triumph també va obrir una fàbrica de bicicletes a Nuremberg.
El 1898, Triumph va decidir d'ampliar la producció a Coventry per a incloure-hi motocicletes i el 1902 l'empresa ja n'havia produït la seva primera, una d'equipada amb motor Minerva belga. El 1903, després de vendre més de 500 motocicletes, Triumph en va iniciar la producció a la fàbrica de Nuremberg. Durant els primers anys, l'empresa basava els seus dissenys en els d'altres fabricants, però el 1904 va començar a produir motocicletes basant-se en els seus de propis i el 1905 va llançar la primera dissenyada completament a casa. A finals d'aquell any, la companyia ja n'havia produït més de 250.
El 1907, després que l'empresa va haver obert una planta de producció més gran, va produir 1.000 motos. Alhora, Triumph havia iniciat una marca de gamma baixa, Gloria, fabricada també a la seu original de la companyia.
La confusió entre les motocicletes Triumph produïdes per les empreses de Coventry i Nuremberg va provocar que els productes d'aquesta última es rebategessin Orial per a alguns mercats d'exportació. Tanmateix, ja existia a França una empresa anomenada Orial, de manera que les motocicletes de Nuremberg van canviar un altre cop de nom, en aquest cas a TWN (de Triumph Werke Nürnberg).

## Primera Guerra Mundial i anys 20

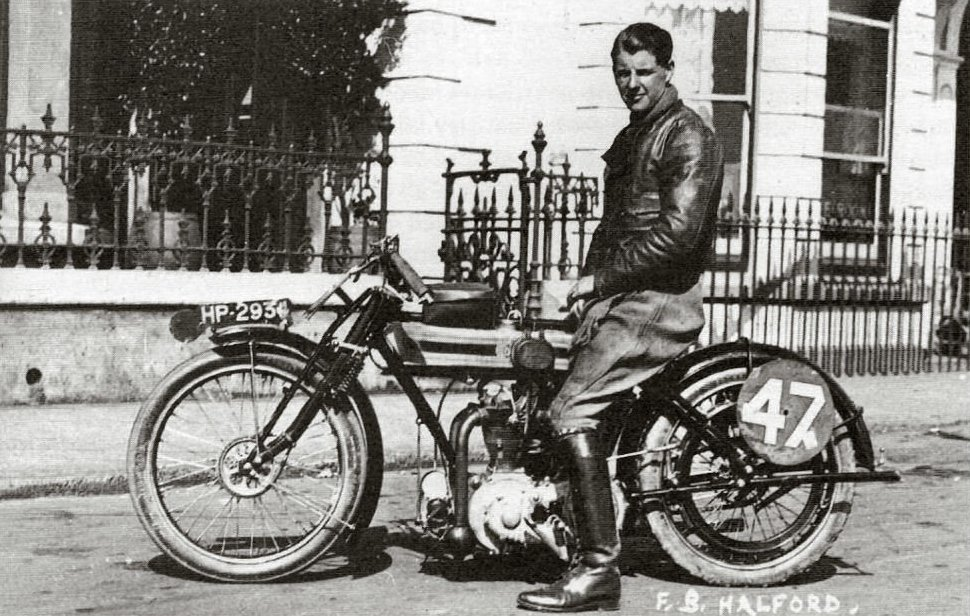
Frank Halford amb una Triumph Ricardo el 1922

L'esclat de la Primera Guerra Mundial va suposar un impuls per a la companyia, ja que va canviar la seva línia de producció per a proporcionar material als aliats. Més de 30.000 motocicletes —entre elles el Model H Roadster, també conegut com a «Trusty Triumph» ("Triumph de confiança"), sovint citat com a la primera moto moderna— van ser subministrades als aliats.
Després de la guerra, Bettmann i Schulte van entrar en desacord sobre la planificació, ja que Schulte volia substituir la producció de bicicletes per automòbils. Schulte va finalitzar la seva associació amb l'empresa, però més tard, durant la dècada del 1920, Triumph va comprar l'antiga fàbrica d'automòbils Hillman de Coventry i el 1923 va produir una berlina sota la marca Triumph Motor Company. El motor de la darrera motocicleta de la marca el va crear Harry Ricardo, un conegut enginyer britànic.
A mitjan dècada de 1920, Triumph s'havia convertit en un dels principals fabricants de motos i cotxes britànics, amb una planta de 46.000 m2 capaç de produir fins a 30.000 motocicletes i automòbils a l'any. La demanda de bicicletes Triumph a l'estranger també era alta i les vendes d'exportació es van convertir en la principal font d'ingressos de l'empresa, tot i que per als Estats Units els models Triumph es fabricaven sota llicència. El primer èxit dins el ram de l'automoció de la companyia va ser el model Super Seven, llançat el 1928. Poc després es va desenvolupar el model Super Eight.

## Dècada del 1930

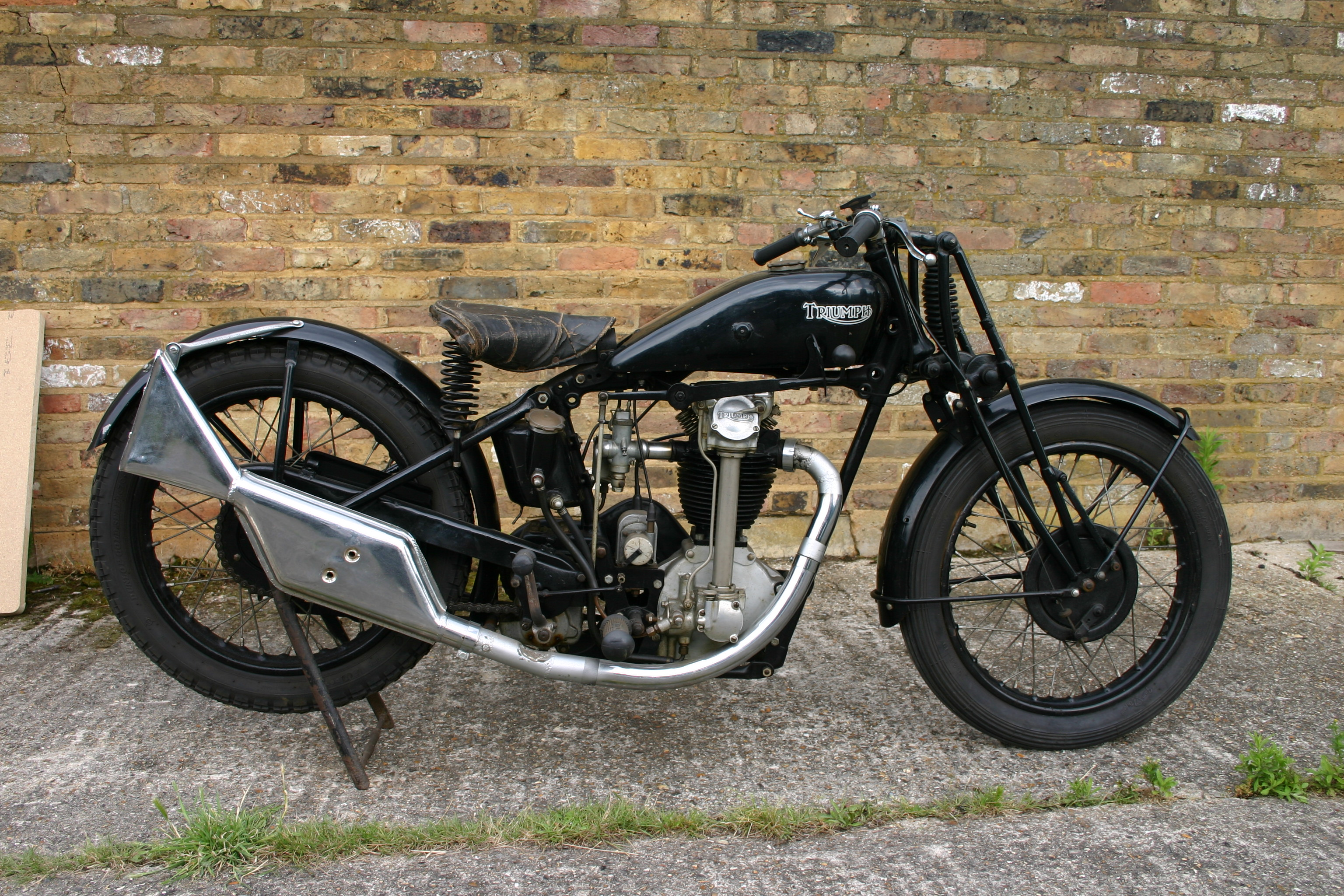
Prototip Triumph de 1929 amb engranatge cònic OHCC

Quan va començar la Gran Depressió el 1929, Triumph va vendre la seva filial alemanya com a empresa separada, de propietat independent, la qual es va fusionar més tard amb l'empresa Adler per a convertir-se en Triumph-Adler Company. La planta de Nuremberg va continuar fabricant motocicletes com a TWN (Triumph Werke Nürnberg) fins al 1957. El 1932, Triumph va vendre una altra part de l'empresa, la seva divisió de fabricació de bicicletes, a Raleigh Bicycle Company. Fins aleshores, Triumph havia patit dificultats econòmiques i Bettmann havia estat forçat a deixar el càrrec de president (el 1933 es va retirar definitivament).
El 1936, les dues divisions restants de la companyia es van convertir en empreses separades. Triumph sempre havia intentat obtenir beneficis dels cotxes però, després de fer fallida el 1939, va ser adquirida per la Standard Motor Company. La divisió de motocicletes van obtenir més rendibilitat, ja que va ser adquirida el mateix 1936 per Jack Sangster, el propietari de la marca rival de motocicletes Ariel. Aquell mateix any, la companyia va iniciar les seves primeres exportacions als Estats Units, que es van convertir ràpidament en el mercat més important de Triumph. Sangster va crear la Triumph Engineering Co Ltd., dirigida en gran manera per antics treballadors d'Ariel, entre ells Edward Turner, qui va dissenyar la Triumph Speed Twin 5T de 500 cc -llançada el setembre de 1937, fou la base de totes les bicilíndriques Triumph fins a la dècada del 1980. Al contrari de la creença popular, però, aquesta no va ser la primera bicilíndrica en paral·lel de Triumph, sinó el model 6/1 dissenyat per Val Page, llançat el 1933. Aquesta primera bicilíndrica va tenir èxit a les curses, però no gaire entre el públic en general i no es va vendre bé. Després de l'arribada de Turner, amb el seu habitual tarannà brusc, el model 6/1 fou liquidat i substituït més tard pel seu propi disseny. El motor 6/1 es va reutilitzar posteriorment, una mica modificat, amb la BSA A10. El 1939 es va presentar la Tiger T100 de 500 cc, capaç d'arribar als 160 km/h, però aleshores va esclatar la guerra.

## Segona Guerra Mundial

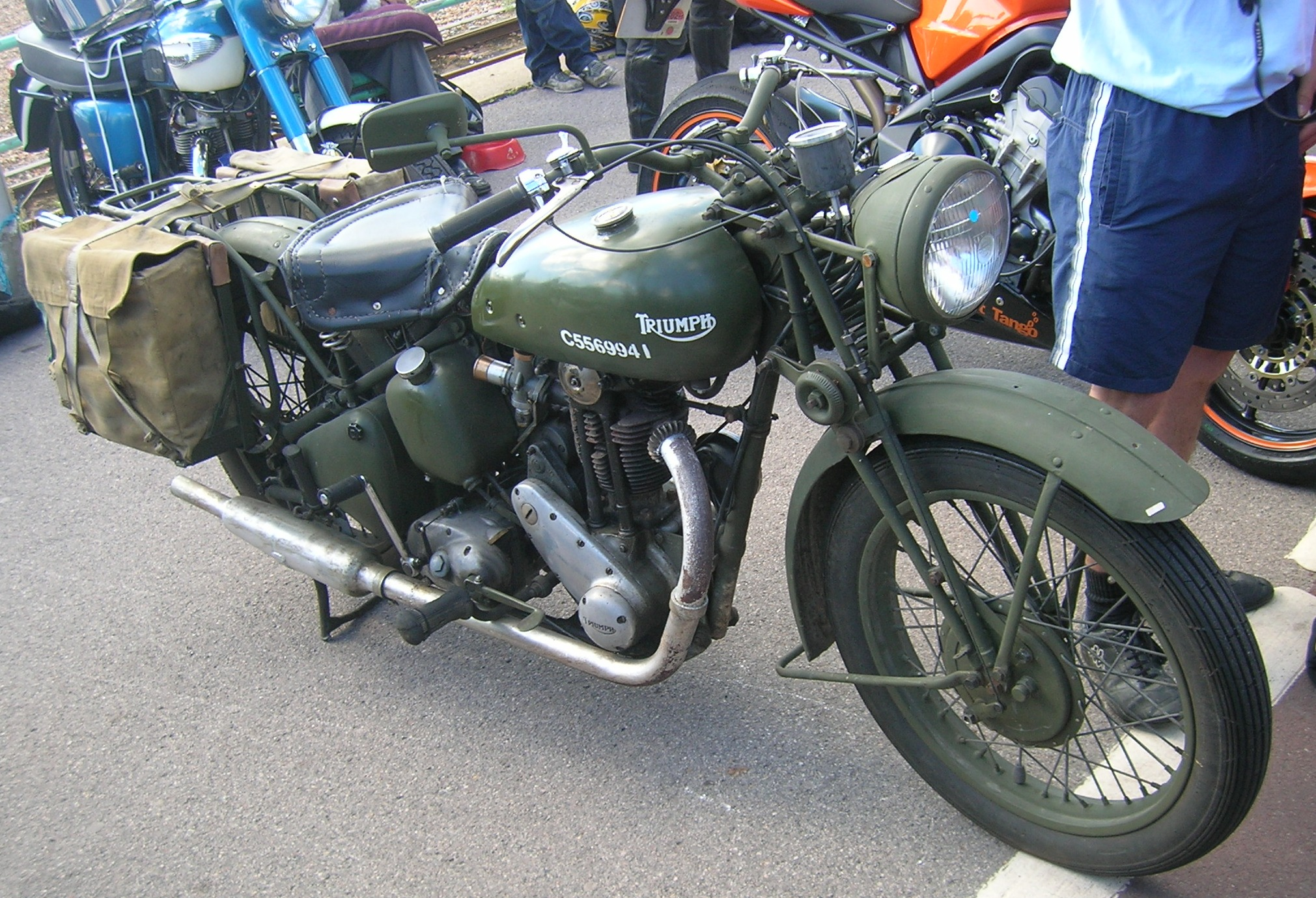
Triumph 3HW 350cc, feta a Meriden des de 1942

A Coventry s'hi van produir motocicletes fins al començament de la Segona Guerra Mundial. La ciutat va ser pràcticament destruïda durant la campanya de bombardejos alemanya coneguda com a Coventry Blitz (del 7 de setembre de 1940 al maig de 1941). El 1942, es van recuperar eines i maquinària del lloc de la devastació i es va reiniciar la producció a la nova planta de Meriden (West Midlands), a Warwickshire.

## Postguerra
Acabada la guerra, es va produir en grans quantitats la Triumph Speed Twin, un disseny d'Edward Turner d'abans de la guerra. Els esforços per a liquidar els deutes del Lend-Lease van provocar que el 70% de la producció de postguerra fos enviada als Estats Units. Després de la guerra, la Speed Twin i la Tiger 100 es fabricaren amb un tipus de suspensió posterior ideat per la marca, el Triumph sprung hub.
Les Tiger 100, en mans de pilots privats i equipades amb cilindres d'aliatge d'alumini excedents de la guerra, guanyaren diverses curses i inspiraren el model Triumph de GP. Aquest model es va acabar el 1950, quan se'n va exhaurir el subministrament de cilindres. Atès que al mercat nord-americà n'hi va haver una demanda considerable, per mirar de revertir la situació es va fabricar un cilindre d'aliatge d'alumini de fosa a pressió. Com que el capçal d'aliatge d'alumini feia que el soroll de la vàlvula fos més alt, s'hi van introduir lleves descendents per tal de reduir-lo.
Una altra motocicleta basada en el motor del generador dels temps de la guerra fou la TR5 Trophy Twin de 498 cc, presentada també al Motor Cycle Show de 1948. Duia un únic carburador que era una versió de baixa compressió del motor de Gran Premi. Gran Bretanya va guanyar la prestigiosa prova dels Sis Dies Internacionals el 1948, on l'equip de fàbrica de Triumph acabà sense penalització. Un membre de l'equip, Allan Jefferies, hi pilotà una versió de prototip. Pilot polifacètic, Jefferies havia guanyat també amb la Triumph diverses proves de trial durant la dècada del 1930, entre elles el Scott Trial, el British Experts Trial i els Sis Dies d'Escòcia.
Per tal de satisfer la demanda nord-americana de motocicletes adequades per a la conducció en llargues distàncies, Turner va construir una versió de 650 cc del seu disseny Speed Twin. La nova moto va rebre el nom de Thunderbird (un nom que Triumph cediria sota llicència més tard a Ford Motor Company per a un model d'automòbil). Només un any després de la presentació de la Thunderbird, un motociclista del sud de Califòrnia va aplicar-hi un capçal de carburador doble (destinat originalment a curses de Gran Premi) i va anomenar la nova creació Wonderbird. Aquell motor de 650 cc, dissenyat el 1939, va obtenir el rècord mundial absolut de velocitat en motocicleta entre el 1955 i el 1970.

### Venda a BSA

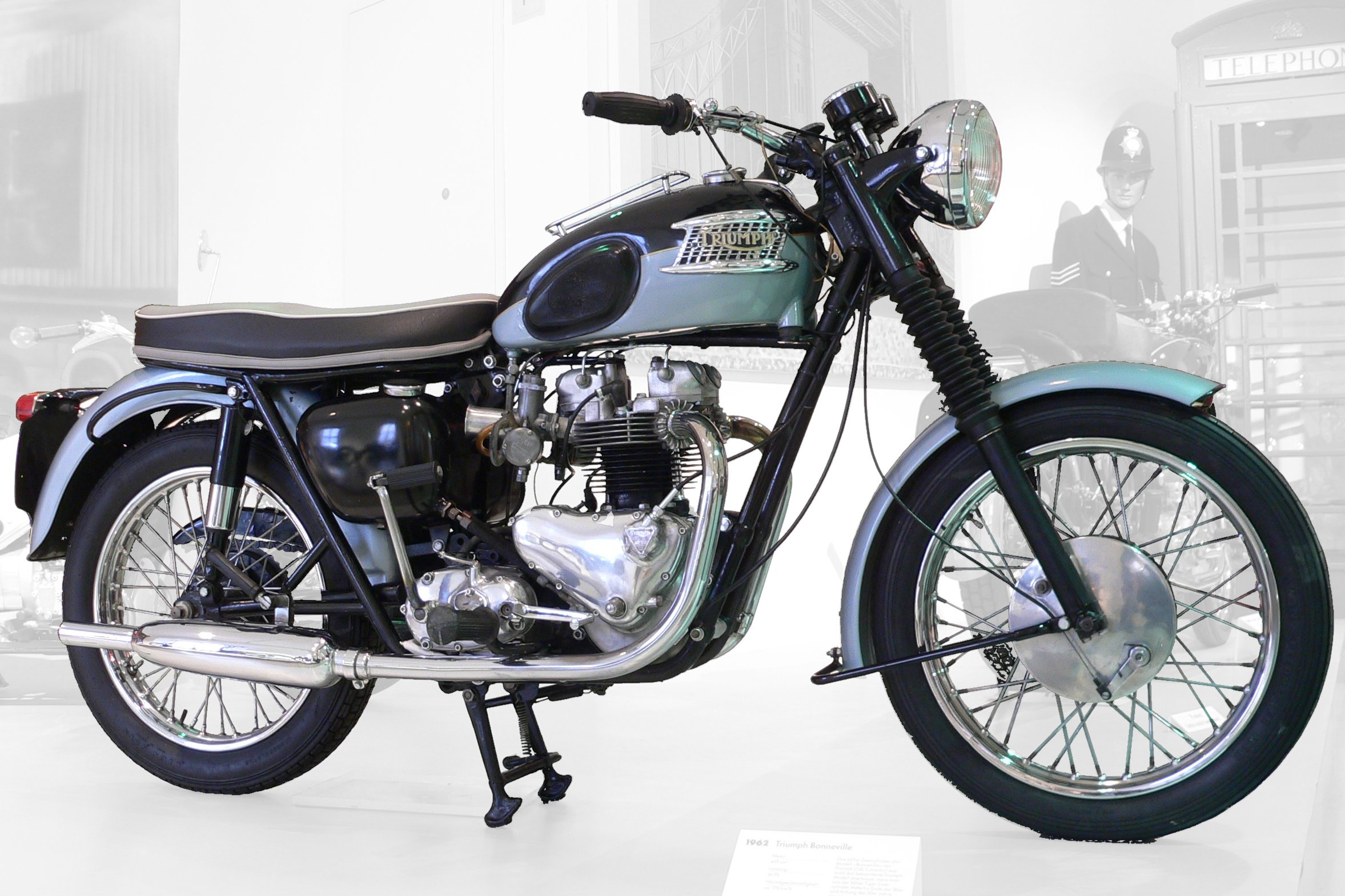
Triumph Bonneville T120 de 1962

El 1951, Sangster va vendre Triumph Motorcycle a la seva gran rival, BSA. Les condicions de la venda incloïen que Sangster fos membre del consell d'administració de BSA (Sangster arribà a ser president del grup el 1956).
Triumph va aconseguir una considerable publicitat de marca als Estats Units quan Marlon Brando va aparèixer amb una Thunderbird 6T de 1950 a la pel·lícula The Wild One (1953). La Thunderbird de 650 cc (6T) de producció era una motocicleta de turisme de baixa compressió, mentre que la Tiger 100 de 500 cc era la motocicleta d'altes prestacions de la marca. Això va canviar el 1954, amb el pas a bastidors de basculant oscil·lant i el llançament de capçals d'aliatge d'alumini per a la Tiger 110 650 cc, cosa que eclipsava la Tiger 100 com a model de màxim rendiment.
El 1959 va aparèixer la T120, una versió de la Tiger T110 millorada amb doble carburador que es va conèixer com a Bonneville. A mesura que Triumph i altres marques guanyaven quota de mercat als EUA, Harley-Davidson es va anar adonant que les seves motocicletes de més de 1.000 cc no eren tan esportives com voldrien els nous pilots de l'època, cosa que els restava quota de mercat. Les Triumph van servir de model per a una nova i petita Harley-Davidson: l'actualment llegendària Sportster, que va començar com una versió de la Triumph Bonneville a l'estil "Harley". Amb el seu anacrònic motor bicilíndric en V, la Sportster no coincidia amb la Bonneville, però va demostrar ser-ne una sòlida competidora en vendes als Estats Units i, finalment, també en longevitat.

### Dècada del 1960
Durant la dècada del 1960, malgrat l'oposició interna dels qui creien que reduiria la imatge de "mascle dur" de la marca, Triumph va produir dos escúters: la Triumph Tina, un petit escúter de dos temps i baix rendiment d'uns 100 cc amb embragatge automàtic i cistella de transport al manillar, i La Triumph Tigress, un escúter més potent disponible amb motor monocilíndric de dos temps i 175 cc o bé un de bicilíndric de quatre temps i 250 cc per als entusiastes.
El 1962, l'últim any dels models amb caixa de canvis separada, Triumph va emprar un bastidor de doble bressol frontal, però va tornar al de bressol simple tradicional per als models posteriors. El doble bressol, o "marc dúplex", es va fer servir per als bicilíndrics de 650 cc com a resposta a les ruptures de bastidor a la Bonneville. Presentat el 1959, per al model de 1960 va caldre reforçar-lo i es va acabar el 1962, amb l'aparició dels motors unitaris, amb caixa de canvis integrada, de la gamma 650. La 3TA (21) va ser la primera bicilíndrica unitària, seguida aviat per la gamma "500" de 490 cc de carrera curta. Des del 1963, tots els motors Triumph van ser de tipus unitari.

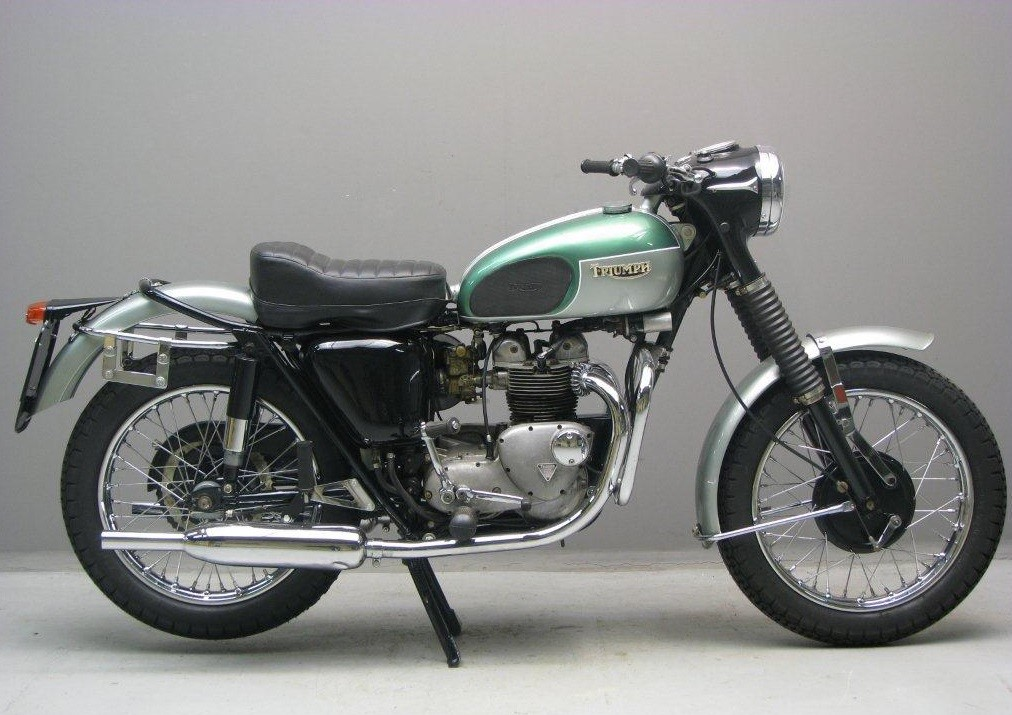
Triumph 3TA de 1963

El 1969, Malcolm Uphill, amb una Bonneville, va guanyar la cursa per a motos de Producció del TT de l'illa de Man, amb una mitjana de 160,92 km/h per volta, i va registrar la primera volta a més de 161 km/h al circuit amb una motocicleta de producció, a 161,53 km/h. Per a molts fans de Triumph, la Bonneville de 1969 va ser el millor model Triumph de la història.
Les vendes a l'Amèrica del Nord havien arribat al zenit el 1967. De fet, la demanda de motocicletes hi augmentava, però Triumph no podia satisfer-la. Durant la dècada del 1960, es va exportar el 60% de la producció total de Triumph, cosa que, juntament amb l'exportació del 80% de la de BSA, va fer que el grup de Birmingham fos susceptible a l'expansió japonesa.
Cap a 1969, el 50% del mercat nord-americà de motocicletes de més de 500 cc era en mans de Triumph, però els avenços tecnològics de la marca no igualaven els de les empreses estrangeres. Les Triumph no tenien mecanismes d'arrencada elèctrics, es basaven en pistons de pressió en comptes de lleves aèries, vibraven notablement, sovint perdien oli i tenien sistemes elèctrics antiquats; contràriament, marques japoneses com ara Honda oferien funcions més avançades a les seves modernes i atractives motocicletes (que es venien més barates que les seves competidores britàniques). Com a resultat, les Triumph esdevenien gairebé obsoletes fins i tot quan eren noves. A més, els processos de fabricació de Triumph eren molt intensius en mà d'obra i força ineficients.
Per si això fos poc, durant els primers anys setanta el govern dels Estats Units va exigir que totes les motocicletes d'importació duguessin els pedals de canvi de marxa i fre segons la configuració japonesa, cosa que requeria un costós reequipament de les motocicletes destinades als Estats Units.

## Fallida
Triumph i BSA eren ben conscients de la capacitat d'Honda, tot i que, atès que els japonesos fabricaven només models amb motors més petits, el mercat de grans cilindrades es considerava segur. Quan va aparèixer la primera Honda de quatre cilindres i 750 cc, Triumph i BSA van començar a tenir problemes. Malgrat haver desenvolupat i llançat una motocicleta de 750 cc tricilíndrica abans que la quadricilíndrica japonesa (la BSA Rocket 3/Triumph Trident), les motos japoneses van ser elogiades a la premsa per la seva modernitat (frens de disc, motors de 4 cilindres i càrters sense fuites, etc.). Les tricilíndriques britàniques superaven les quadricilíndriques japoneses (velocitat màxima, acceleració i maniobrabilitat), però aquestes requerien menys manteniment i no perdien oli.
El redisseny de 1970 de la Tiger/Bonneville i el bastidor de doble bressol anterior amb dipòsit d'oli més alt van tenir una acollida tèbia per part dels entusiastes de Triumph i no n'hi va haver prou per a recuperar els qui ja conduïen les motocicletes japoneses que es venien des del 1969: l'Honda 750 Four i la Kawasaki 500 Mach 3. La Triumph 350 cc Bandit va rebre publicitat prèvia, però el seu desenvolupament es va fer sense pressa. Triumph seguia fabricant motocicletes, però ja no satisfeien les expectatives dels seguidors de la marca. La Trident va atreure el seu propi mercat, però les motocicletes japoneses milloraven més ràpidament.
El grup mare BSA va experimentar pèrdues de 8,5 milions de lliures el 1971, 3 milions dels quals només per a les motocicletes BSA. El govern britànic s'hi va implicar. L'empresa es va vendre a Manganese Bronze Holdings, propietària també de Norton, AJS, Matchless, Francis-Barnett, James-Velocette i Villiers.

Motocicletes Triumph (dels anys 40 als 70)
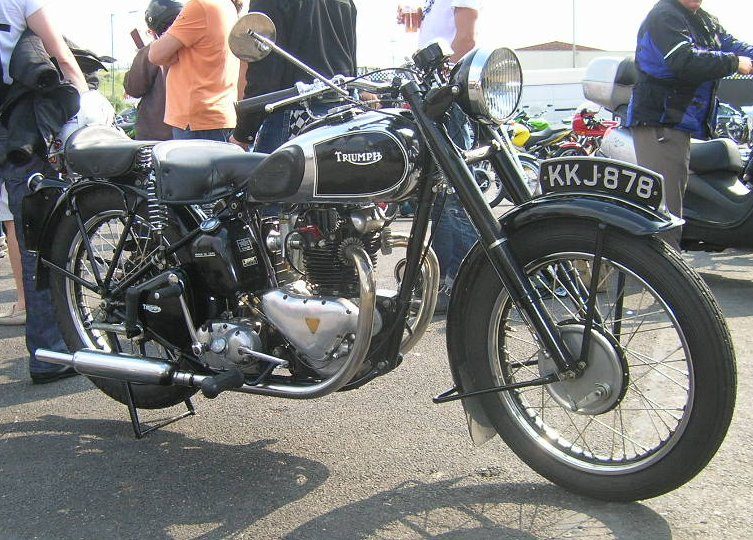
Triumph 3T de 1947. Aquesta bicilíndrica econòmica de 350 cc de postguerra va resultar innecessària, ja que la Twin Speed i la Thunderbird es venien força bé
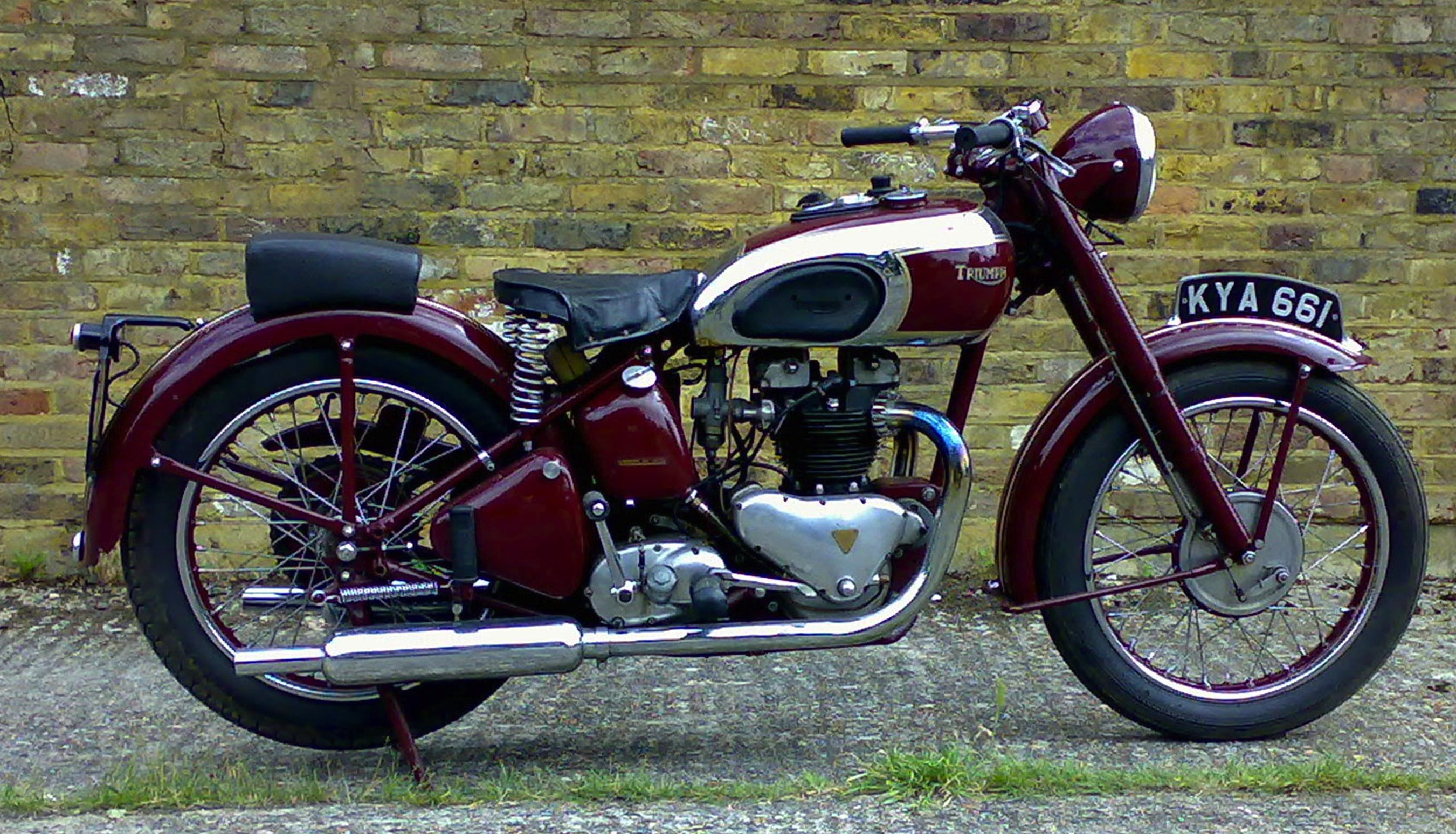
Triumph Speed Twin amb forquilla frontal telescòpica (1947-1966)
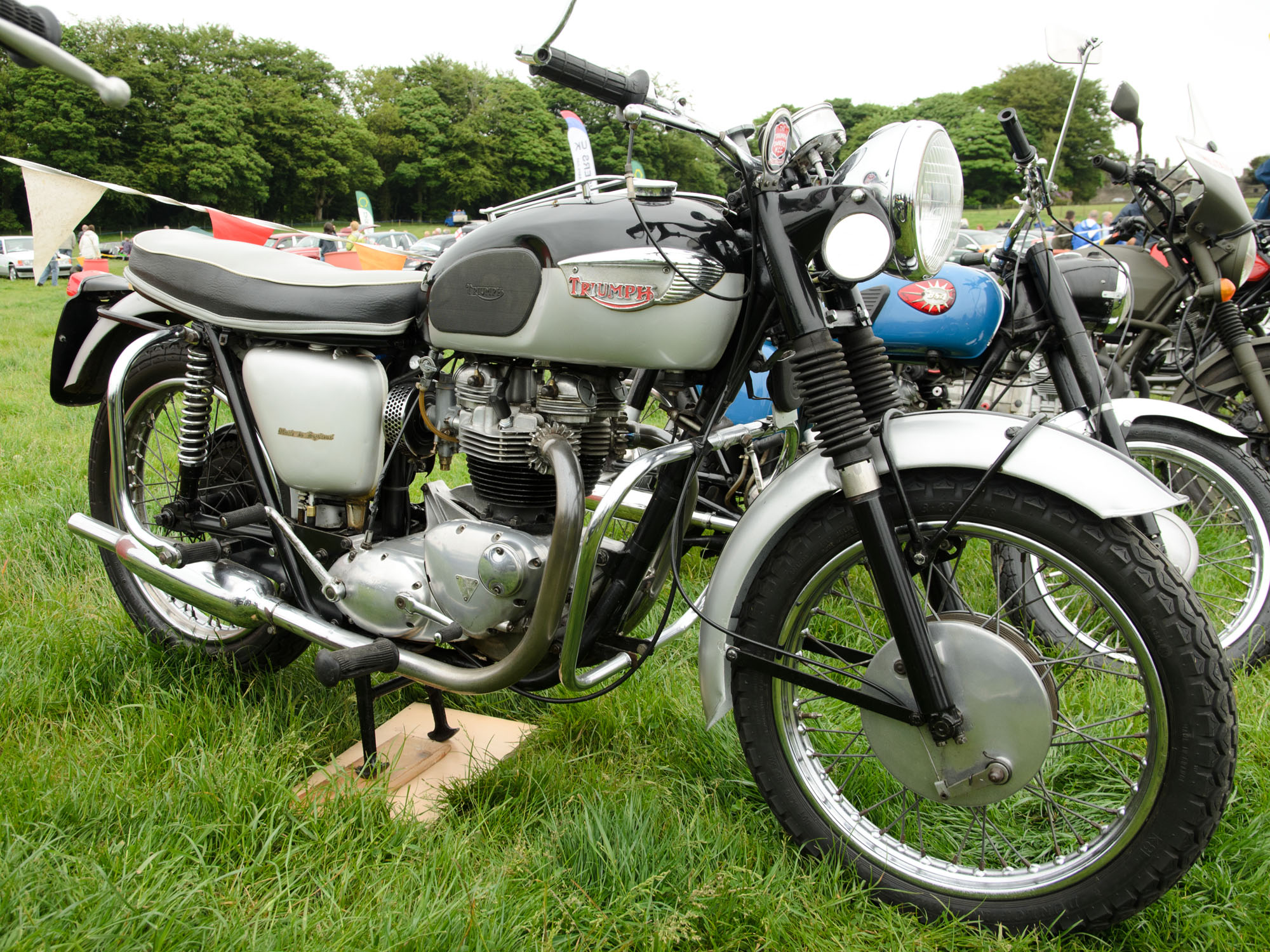
Triumph 6T Thunderbird de 1964
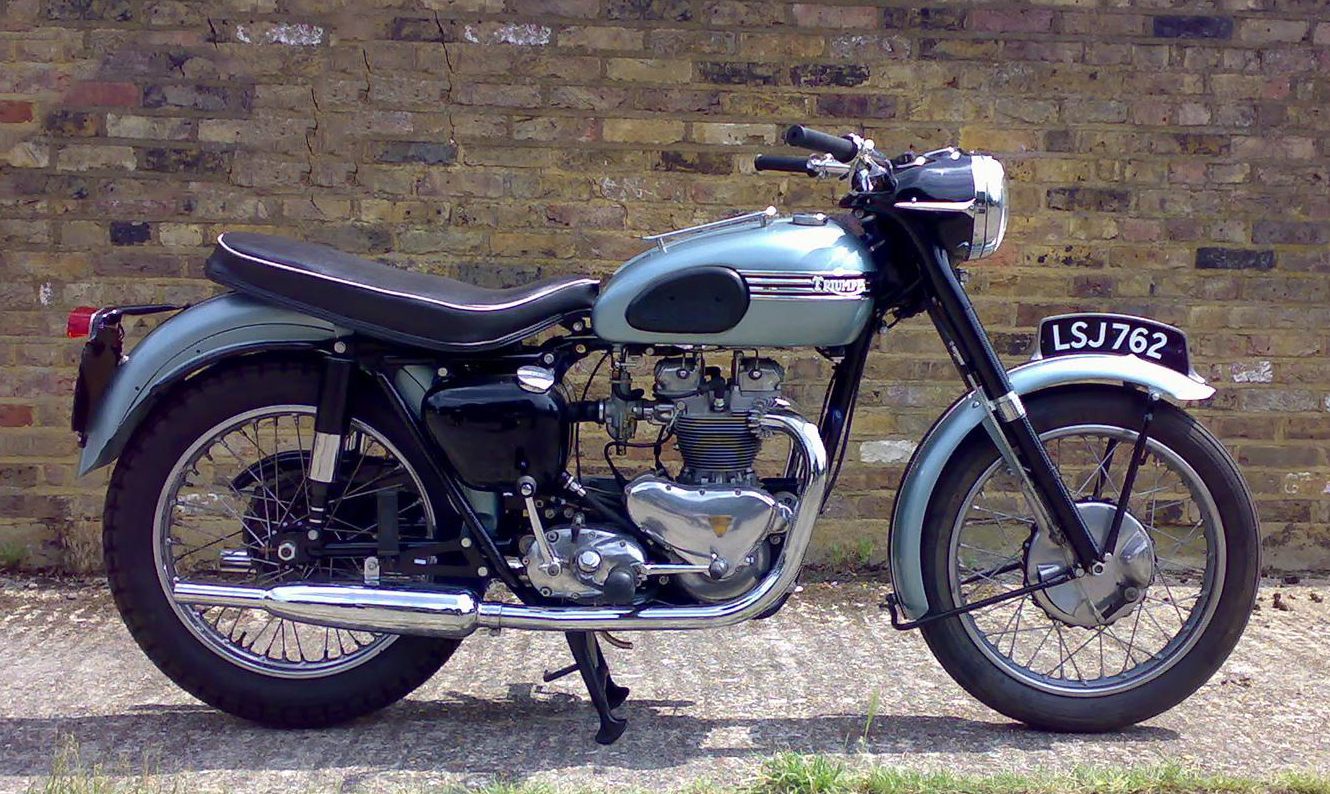
Triumph Tiger 100 (1946-1973)
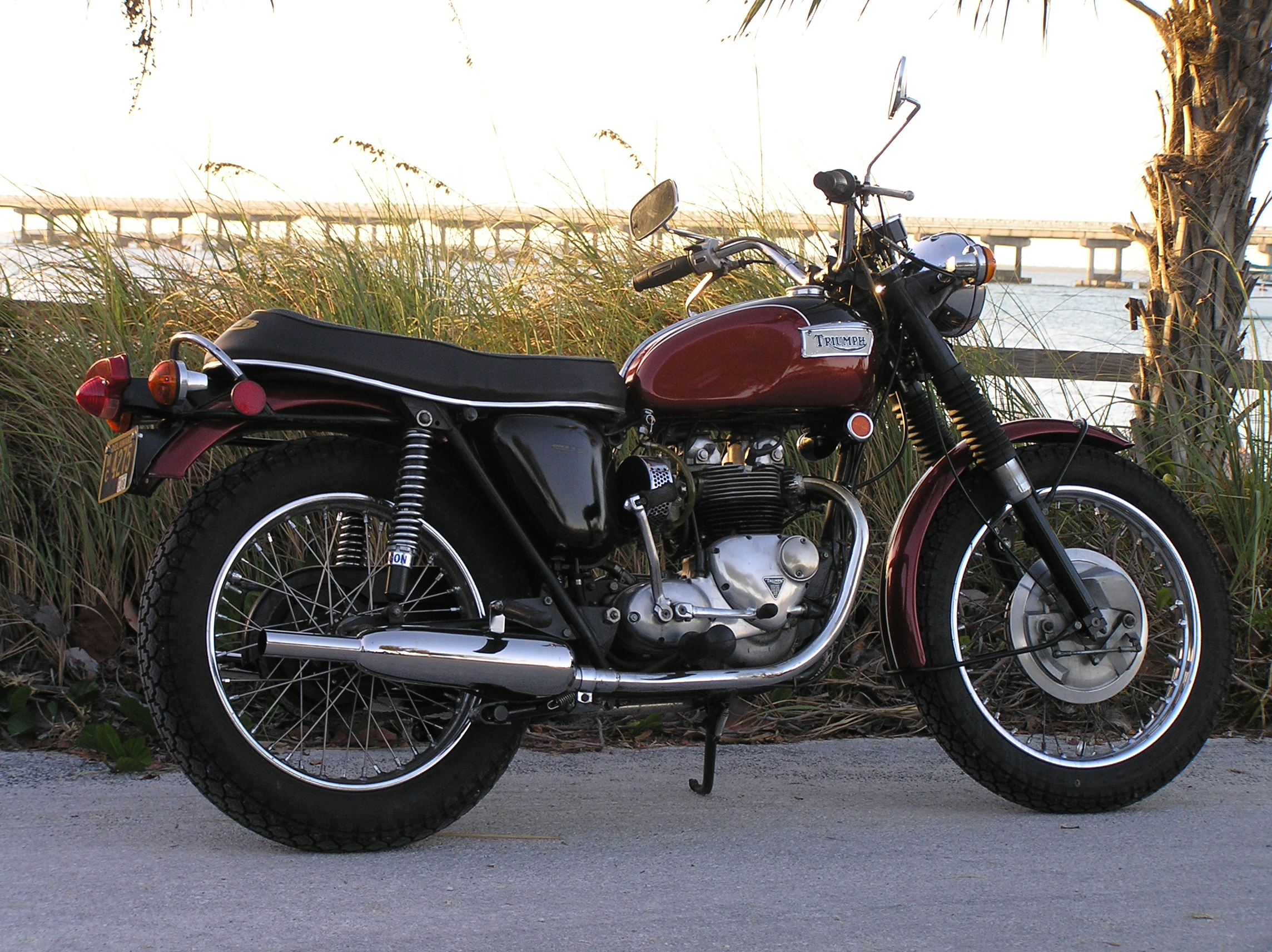
Triumph Daytona de 1971

## Empreses successores

### Norton Villiers Triumph
Després de la fallida del grup BSA el 1972, Dennis Poore, el president de Norton-Villiers (filial de Manganese Bronze Holdings), fou induït, amb l'ajut del govern, a assumir el control de BSA/Triumph. Norton i BSA/Triumph es van fusionar sota el paraigua d'una nova empresa, Norton Villiers Triumph (NVT) el 1972. Poore va ser nomenat president del grup NVT i en va assumir el comandament, tot i que Norton havia produït moltes menys motocicletes que l'antany poderosa BSA/Triumph.
Poore va mantenir reunions amb el personal de la fàbrica per a proposar els plans de consolidació que considerava necessaris per a competir amb els japonesos. El setembre de 1973 va anunciar que la fàbrica de Meriden tancaria al febrer de 1974, amb 3.000 treballadors acomiadats dels 4.500 en plantilla.

### Meriden Motorcycle Co-operative
Preocupats per la pèrdua dels seus llocs de treball i els productes que manufacturaven davant una fàbrica rival, els treballadors de Meriden es van manifestar en contra de la proposta de trasllat a la planta de BSA de Small Heath, Birmingham, i van organitzar una seguda durant dos anys. Amb l'ajut polític del recentment elegit govern laborista i, en particular, de l'aleshores ministre de Comerç i Indústria, Tony Benn, es va formar la cooperativa de treballadors de Meriden, la qual subministrava motocicletes Triumph de 750 cc al seu únic client, NVT.

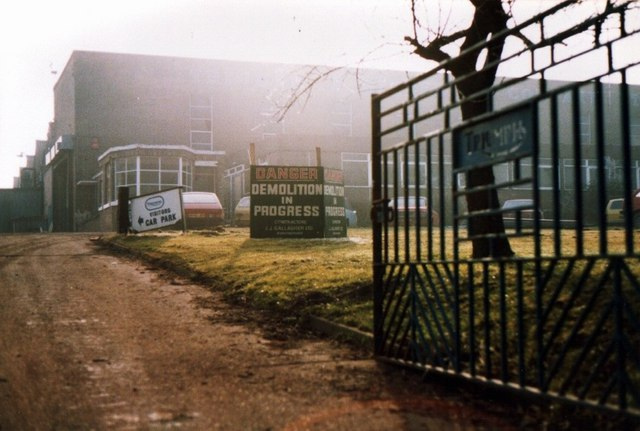
Enderroc de la fàbrica de Triumph a Meriden, el 1984

Després del col·lapse de NVT el 1977, la cooperativa va comprar els drets de màrqueting de Triumph amb més préstecs governamentals i es convertí més tard en Triumph Motorcycles (Meriden) Limited. L'empresa, amb només dos models de 750 cc -la Bonneville i la Tiger-, va començar bé amb una variant reeixida, la Silver Jubilee Bonneville T140J de 1977, la qual arribà a ser la motocicleta europea més venuda el 1978 al vital mercat dels EUA.
Durant el 1978 i el 1979 es van introduir al mercat dominant dels Estats Units models compatibles amb les reglamentacions sobre emissions, com ara la T140D Bonneville Special (amb rodes d'aliatge d'alumini) i la Bonneville T140E, però la forta lliura esterlina feia que aquestes motocicletes fossin prohibitives als EUA i no es van vendre en quantitats significatives. A més, malgrat actualitzacions com l'arrencada elèctrica i una Triumph Bonneville Executive T140EX carenada i amb porta-equipatge, el 1980 el deute de Meriden era de 2 milions de lliures esterlines addicionals al préstec anterior de 5 milions. L'octubre de 1980, el nou govern conservador britànic va amortitzar-ne 8,4 milions, però va deixar l'empresa amb un deute al departament de garantia de crèdits a l'exportació de Gran Bretanya de 2 milions de lliures esterlines.
Durant els darrers anys, Meriden va presentar diversos models nous, com ara la TR7T Tiger Trail de tipus "dual purpose" i la TR65 Thunderbird de 650 cc, però cap d'ells no va ser capaç d'aturar el declivi, empitjorat per una recessió del Regne Unit i una forta lliura que continuava perjudicant les vendes als EUA. Malgrat tot, la Triumph Royal Wedding T140LE Bonneville, llançada per a commemorar les núpcies del Príncep de Gal·les, va ser un model popular entre els col·leccionistes el 1981 i aquell any, una TR7T Tiger Trail de 750 cc va guanyar el Rallye des Pyrénées (prova de carretera i fora d'asfalt). Importants comandes de motocicletes policials de Nigèria i Ghana van arribar en moments crítics, cosa que va salvar l'empresa durant el 1981 i el 1982 respectivament. El 1982 va ser justament el darrer any de producció "completa", amb el llançament dels models Triumph T140 TSX i T140W TSS 8 vàlvules, tot i que un cilindre porós fabricat per empreses subcontractades i un desenvolupament insuficient en van erosionar ràpidament la inicial popularitat al mercat.
El 1983, l'endeutada empresa va considerar breument la compra de la fallida Hesketh Motorcycles i fins i tot va presentar-ne un model com a prova de màrqueting. Malgrat promocionar també un prototip bicilíndric refrigerat per aigua de 900 cc a la National Exhibition Show de 1983, mirant d'atreure inversions externes, Triumph Motorcycles (Meriden) Ltd va acabar fent fallida el 23 d'agost de 1983. La històrica fàbrica fou enderrocada el 1984.

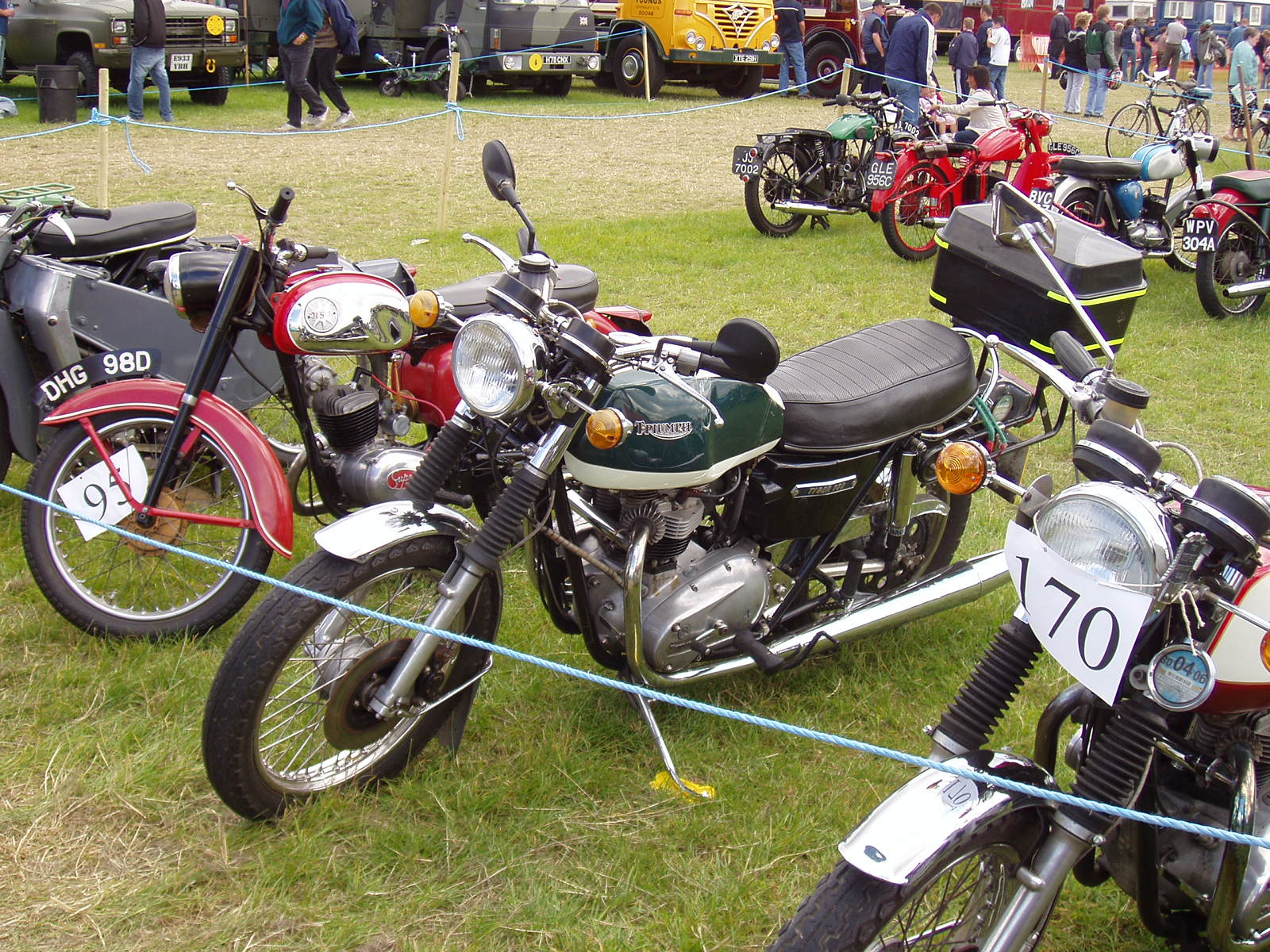
Triumph Tiger 750cc de 1976, fabricada per a NVT per la cooperativa de Meriden
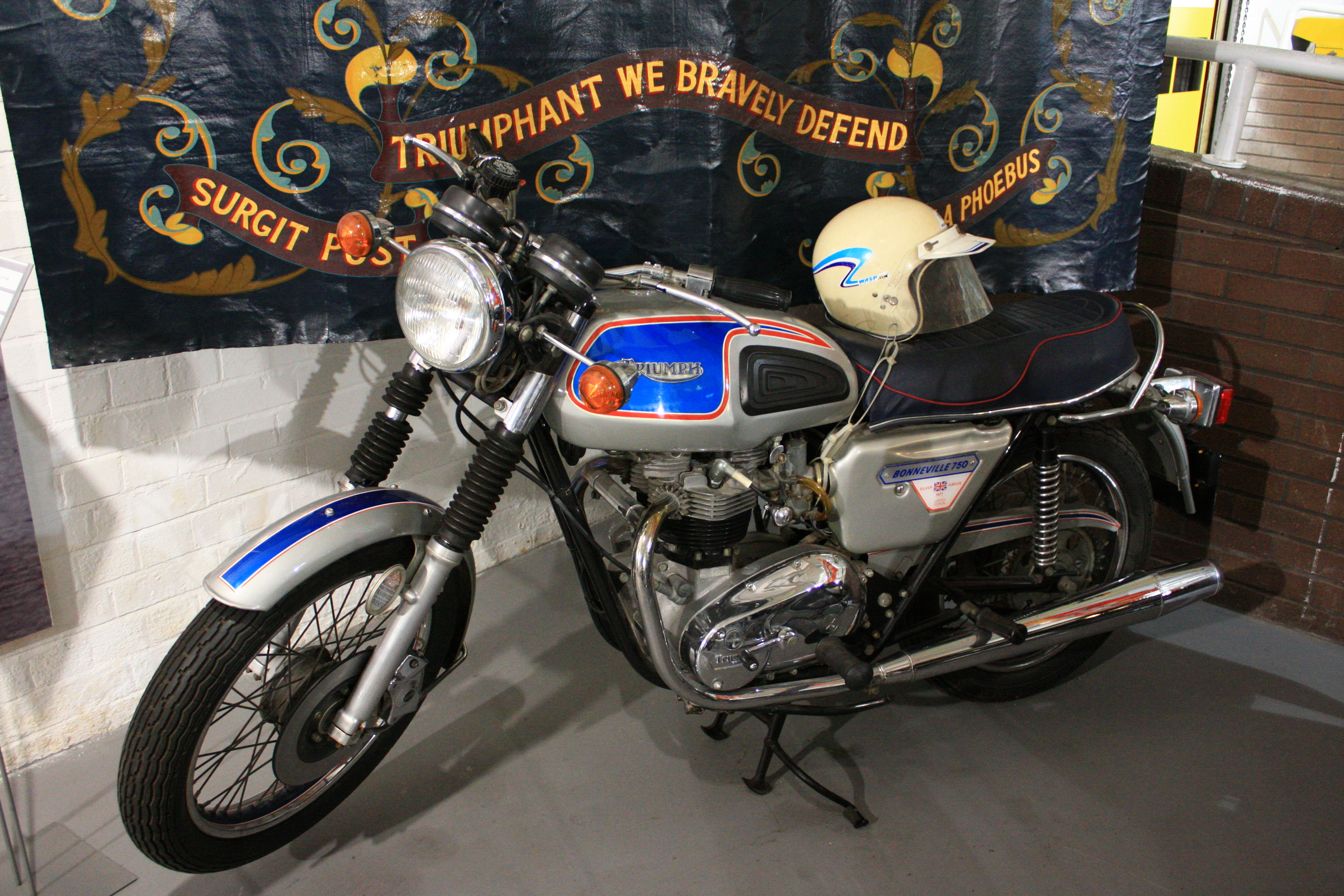
Una edició especial de la Triumph Silver Jubilee T140J de 750cc.
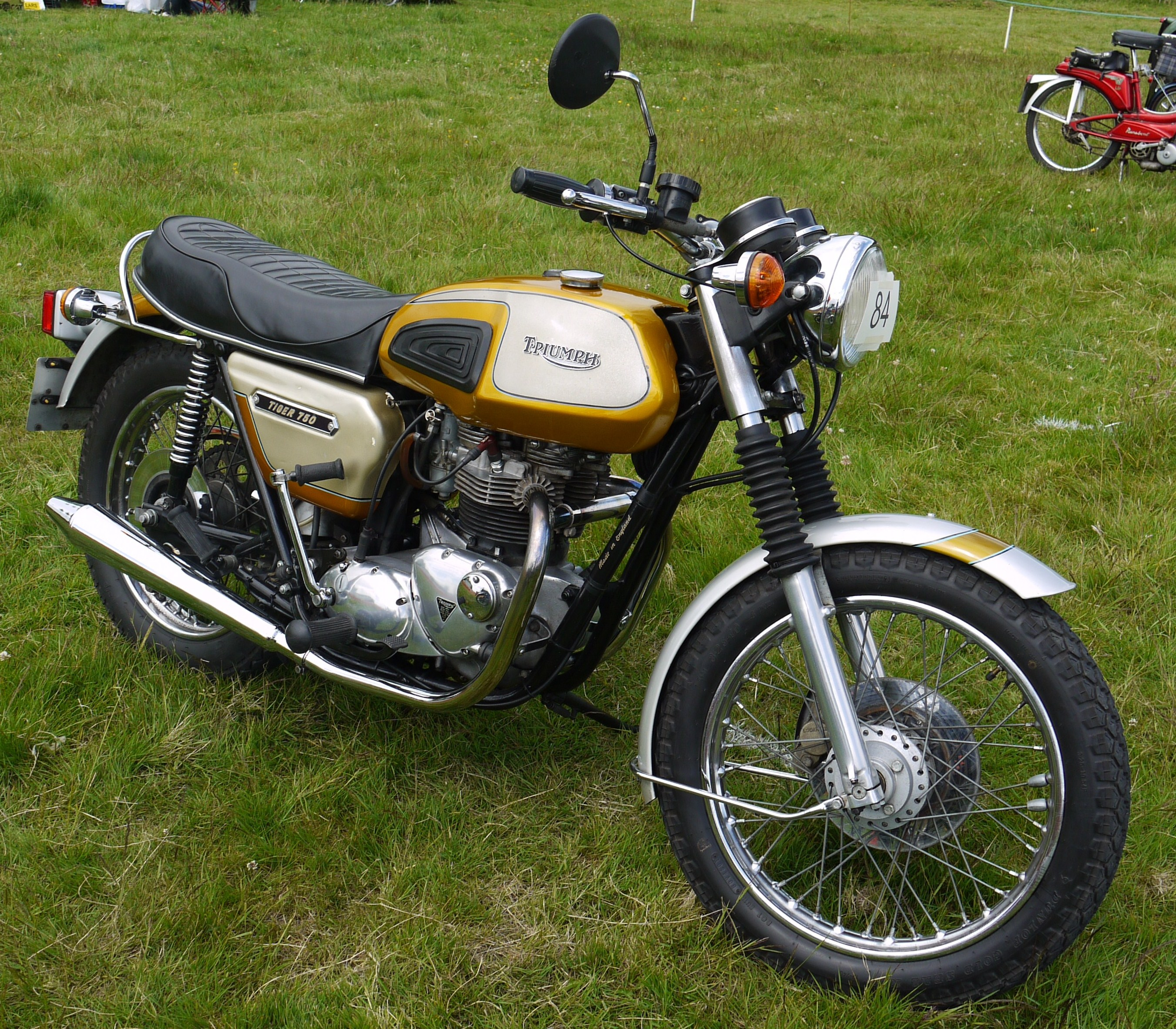
Triumph TR7V Tiger de 1977 amb silenciadors de con invertit
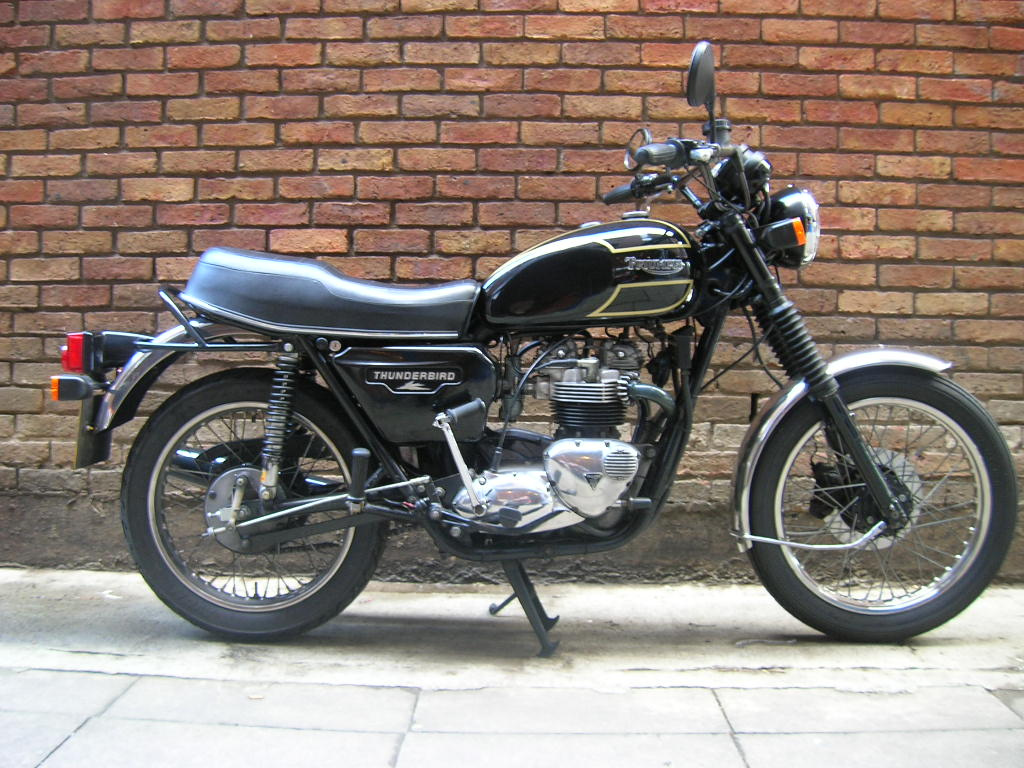
La darrera TR65 Thunderbird, feta el juny de 1983 per al Ministeri de Defensa

### Triumph Motorcycles (Hinckley) Ltd
Triumph Motorcycles (Hinckley) Ltd és el fabricant de motocicletes britànic més gran dels que han sobreviscut. Quan Triumph fou posada sota administració judicial el 1983, John Bloor, un antic guixaire que s'havia enriquit amb la construcció i l'activitat immobiliària, es va interessar a mantenir viva la marca i en va comprar el nom i els drets de producció als estaments oficials. La nova empresa, inicialment anomenada Bonneville Coventry Ltd, considerant que Triumph produïa motocicletes des de 1902, es postul·la com al fabricant de motocicletes de producció continuada més antic del món. Un acord de llicència concedit al fabricant de recanvis Les Harris va mantenir la producció de la Bonneville fins que l'empresa de Hinckley va iniciar una nova gamma durant els anys 1990 i 1991. Triumph fabrica actualment una gamma de motocicletes que duen noms de models del passat, entre ells una Bonneville bicilíndrica de nou disseny.